# Cloche coréenne de l'amitié
La Cloche coréenne de l'amitié (en anglais : Korean Bell of Friendship ou simplement Korean Friendship Bell ; en coréen : 우정의 종) est une importante cloche en bronze située au Angel's Gate Park, dans le quartier de San Pedro, à Los Angeles. Elle est abritée sous un kiosque en pierre situé à l'angle de Gaffey Street et de la 37e rue, dans une section du parc baptisée « Parc de la paix américano-coréenne » et occupant le site de l'ancienne réserve haute du Fort MacArthur.

## Histoire
Fabriquée en Corée pour un coût de 500 000 $, la cloche est offerte en 1976 par la république de Corée au peuple américain dans le cadre des célébrations du bicentenaire de l'indépendance des États-Unis, ; elle symbolise l'amitié entre les deux nations et commémore les vétérans de la guerre de Corée. L'offrande est coordonnée par Philip Ahn, un acteur américain d'origine coréenne. La Cloche de l'amitié est inaugurée le 3 octobre 1976 et est classée Monument historique-culturel de Los Angeles no 187 le 3 mai 1978.
La Cloche de l'amitié est conçue d'après la cloche du roi Seongdeok (également appelée Cloche Emille (en)), moulée en l'an 771 pour le temple Bongdeok et aujourd'hui hébergée au Musée national de Gyeongju. La cloche Emille et la Cloche coréenne de l'amitié figurent parmi les plus grosses cloches du monde.
De septembre à décembre 2013 a lieu une restauration complète de la cloche et du beffroi, dont les frais (300 000 $) sont intégralement pris en charge par le ministère sud-coréen de la Culture, des Sports et du Tourisme (en). Le monument est ensuite réinauguré par la Ville de Los Angeles lors d'une cérémonie publique tenue le 10 janvier 2014.

## Description

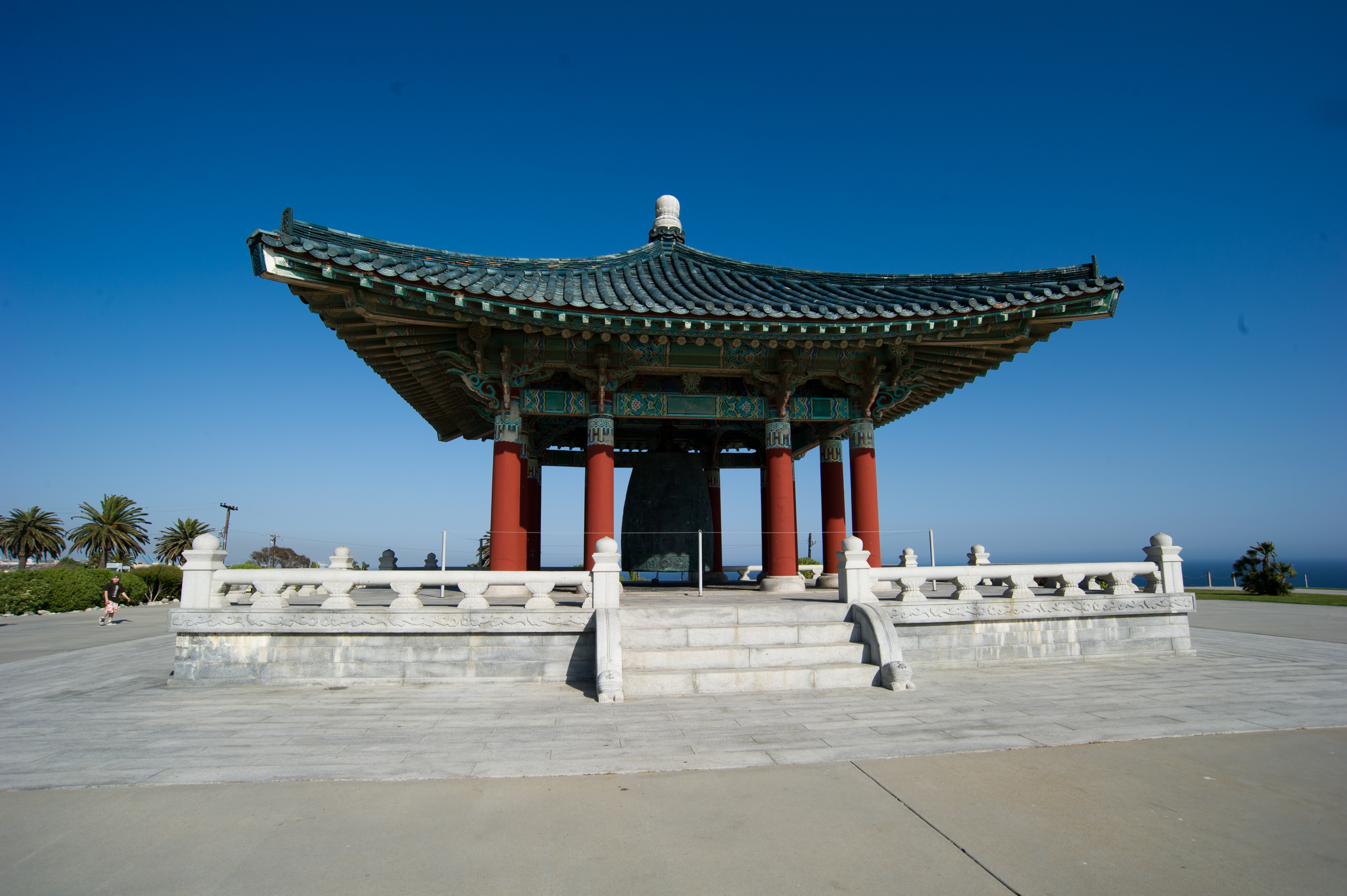
Le « Beffroi de l'amitié » (Ujeong-ui Jonggak), qui abrite la cloche

La cloche de l'amitié est faite de plus de 17 tonnes de cuivre et d'étain, ainsi que d'or, de nickel et de plomb. Du phosphore est également ajouté à l'alliage afin d'améliorer la qualité du son de la cloche. D'un diamètre de 2,29 m, la cloche a une épaisseur moyenne de 20 cm et une hauteur de 3,66 m. Sa face extérieure est ornée de décorations en relief présentant quatre paires d'illustrations, chacune comprenant une « Déesse de la liberté » (quelque peu semblable à la statue de la Liberté) ainsi qu'une Seonnyeo (une allégorie spirituelle coréenne) tenant un symbole national coréen : un Taegeuk, une branche de rose de Sharon, une branche de laurier, symbole de la victoire, et une colombe, symbole de la paix.
Le pavillon qui abrite la tour, nommé « Beffroi de l'amitié », a été construit par une trentaine d'artisans coréens sur une période de dix mois pour un coût de 569 680 $. De style traditionnel coréen, il est axialement symétrique et comporte un toit pyramidal porté par 12 colonnes représentant les 12 signes du zodiaque coréen, chaque colonne étant ornée d'un animal sculpté. Le toit et la charpente du kiosque sont recouverts de motifs de peinture dont la couleur dominante est le dancheong, un teint apparenté au bleu-vert.

### Alentours
Aux abords de l'allée menant au Beffroi de l'amitié se trouvent plusieurs arbres, dont un planté par le président sud-coréen Chun Doo-hwan lors de sa première visite officielle aux États-Unis le 29 janvier 1981, et un autre planté en souvenir de la visite du Premier ministre Lee Han-dong (ko) à Los Angeles le 12 novembre 2001.
Le site surplombe l'océan Pacifique.

## Utilisation
Depuis 2010, la cloche est sonnée cinq fois par an : le Jour de l'an, le jour américano-coréen (13 janvier), le Jour de l'Indépendance des États-Unis (4 juillet), la Journée nationale de la libération de Corée (15 août), ainsi que le Jour de la Constitution des États-Unis (17 septembre),. Elle est également sonnée le 11 septembre 2002 lors des commémorations des attentats terroristes du 11 septembre 2001. La cloche de l'amitié ne possède pas de battant ; elle doit donc être frappée à l'aide d'un rondin de bois suspendu par des chaînes au plafond du kiosque.

## Dans la culture
Le Beffroi de l'amitié apparaît dans deux scènes du film Usual Suspects.
La chanteuse américaine Lana Del Rey et le rappeur coréen Zico ont tous deux tourné un clip aux alentours de la Cloche de l'amitié.

## Galerie

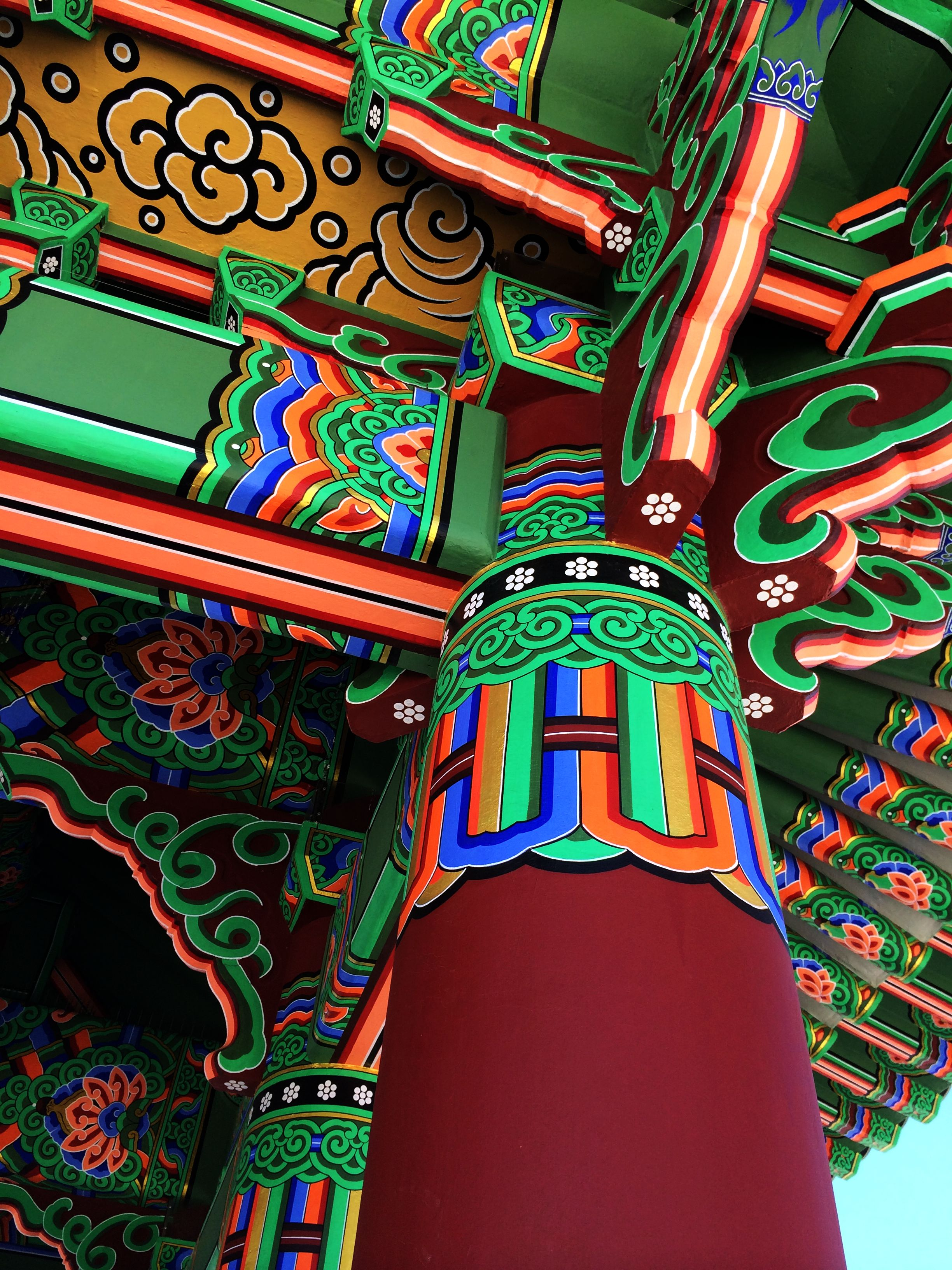
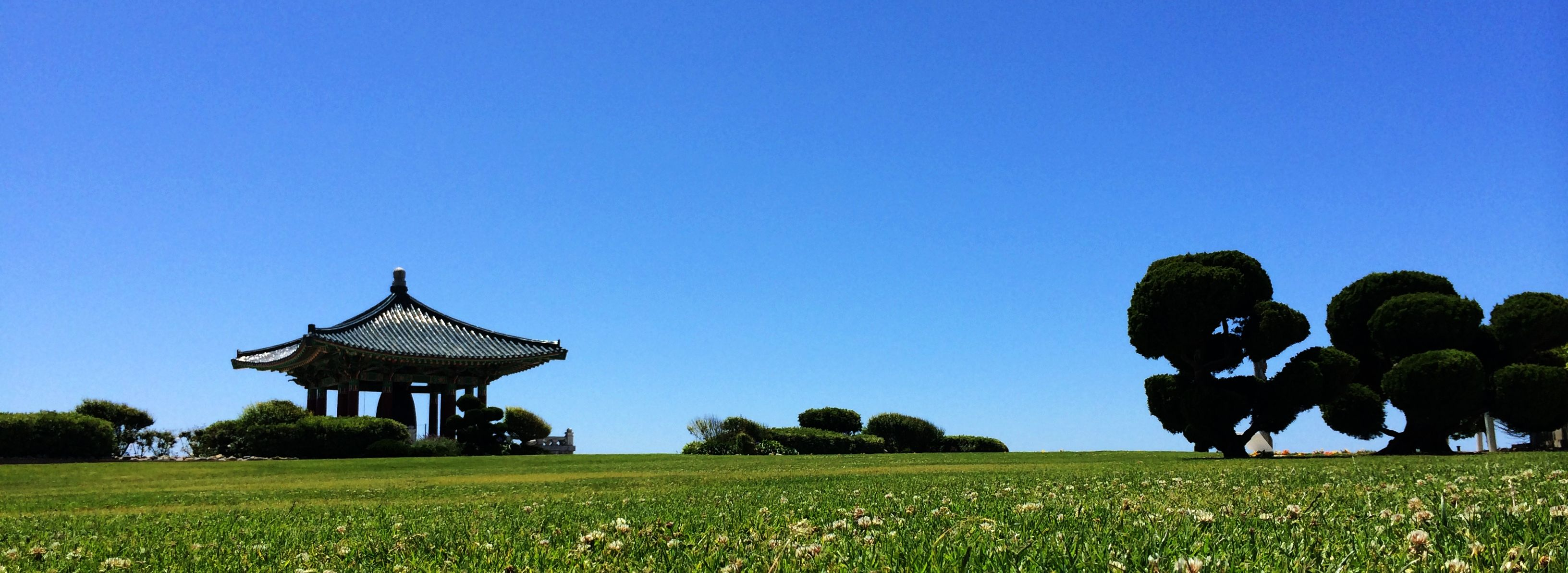
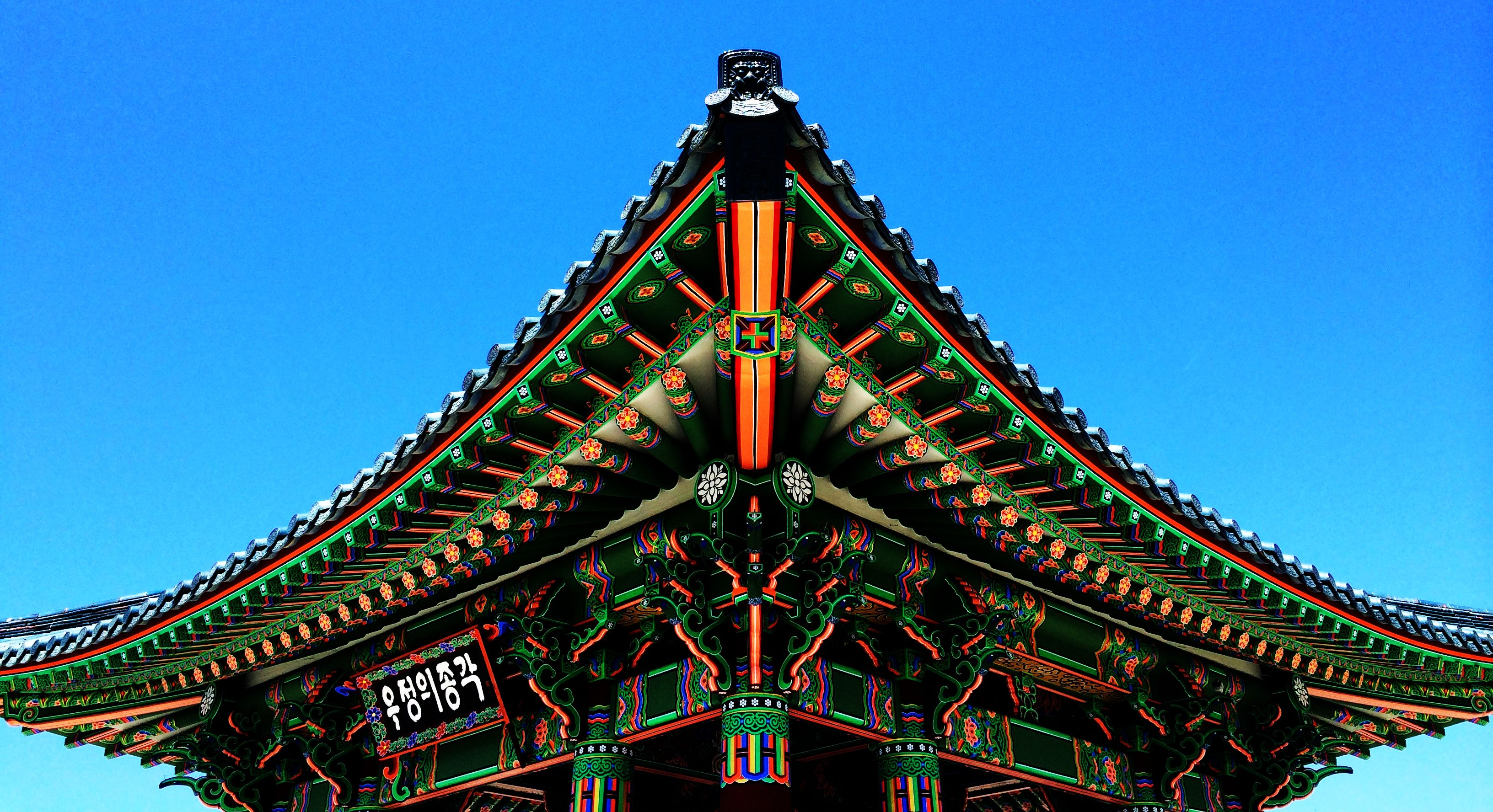